# 브리크 광장역
브리크 광장역(독일어: Bahnhof Brig Bahnhofplatz)은 스위스 발레주의 브리크글리스에 있는 기차역이다. 마터호른 고트하르트 철도, BVZ 체르마트 철도 및 푸르카 오버알프 철도 두 개의 1,000mm 철도 노선인 두 개가 만나는 지점이다. 역에서 운행하는 서비스로는 유명한 빙하특급이 있다. 역은 BLS AG와 스위스 연방 철도가 브리크역과 물리적으로 인접해 있다.

## 운행편
다음 서비스는 브리크 광장역에서 정차한다.
- 빙하특급 : 계절에 따라 하루에 1대 이상의 기차가 체르마트와 쿠어 사이를 운행
- 레기오 :
  - 체르마트와 피쉬 간 매시간 운행.
  - 피스프와 안데르마트 사이의 시간별 서비스.